# Musée national d'Art de Roumanie
 (juin 2022).
Si vous disposez d'ouvrages ou d'articles de référence ou si vous connaissez des sites web de qualité traitant du thème abordé ici, merci de compléter l'article en donnant les références utiles à sa vérifiabilité et en les liant à la section « Notes et références ».
Le musée national d'Art de Roumanie (en roumain : Muzeul Național de Artă al României) est le plus important musée d'art de Roumanie. Il a été ouvert en 1950 à Bucarest sur la place de la Révolution, à l'intérieur du palais royal de Bucarest construit par l'architecte français Paul Gottereau (ro) (1843-1904).

## Historique
Le musée national d'Art de Roumanie fut organisé sur la base de la collection privée du souverain Carol Ier, composée de 214 œuvres, parmi lesquelles des toiles de maîtres du Greco (Le Mariage de la Vierge), Rembrandt, Pieter Brueghel l'Ancien, Rubens, Domenico Veneziano, etc.
Avec l'arrivée au pouvoir des communistes en 1948 et le début de la république socialiste de Roumanie, la collection a été enrichie d'œuvres d'art provenant de musées et de collections privées abolies par le nouveau régime. En outre, certains des tableaux provenaient du musée Brukenthal de Sibiu qui ont été transférés après la Seconde Guerre mondiale au musée d'Art de Bucarest. Le retour des toiles au musée de Sibiu s'est effectué en novembre 2006.

## Collection
La galerie du patrimoine comprend 3 000 peintures et sculptures. Les œuvres sont exposées au premier et second étages. Le premier étage présente l'art italien, allemand et autrichien. Le deuxième étage présente la peinture espagnole, flamande, française, hollandaise et roumaine.

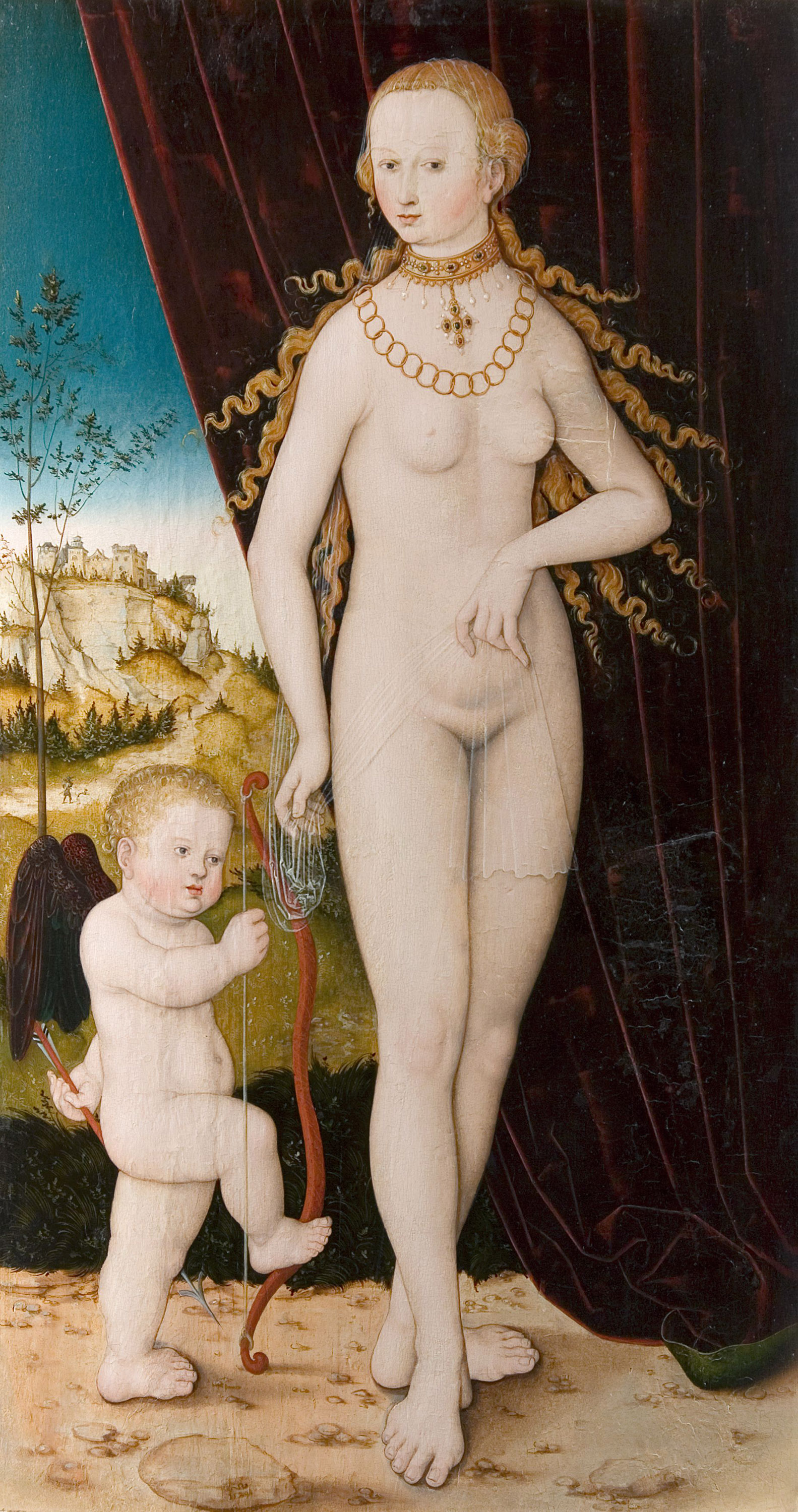
Lucas Cranach l'Ancien, Vénus et Cupidon (1520)
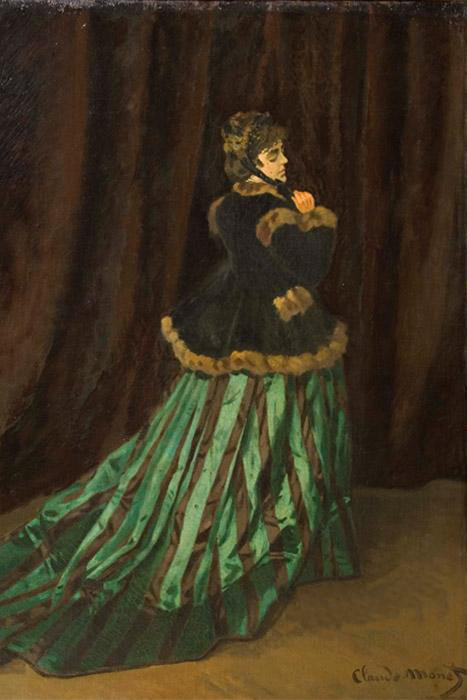
Claude Monet, Camille, réplique de La Femme à la robe verte (1866)
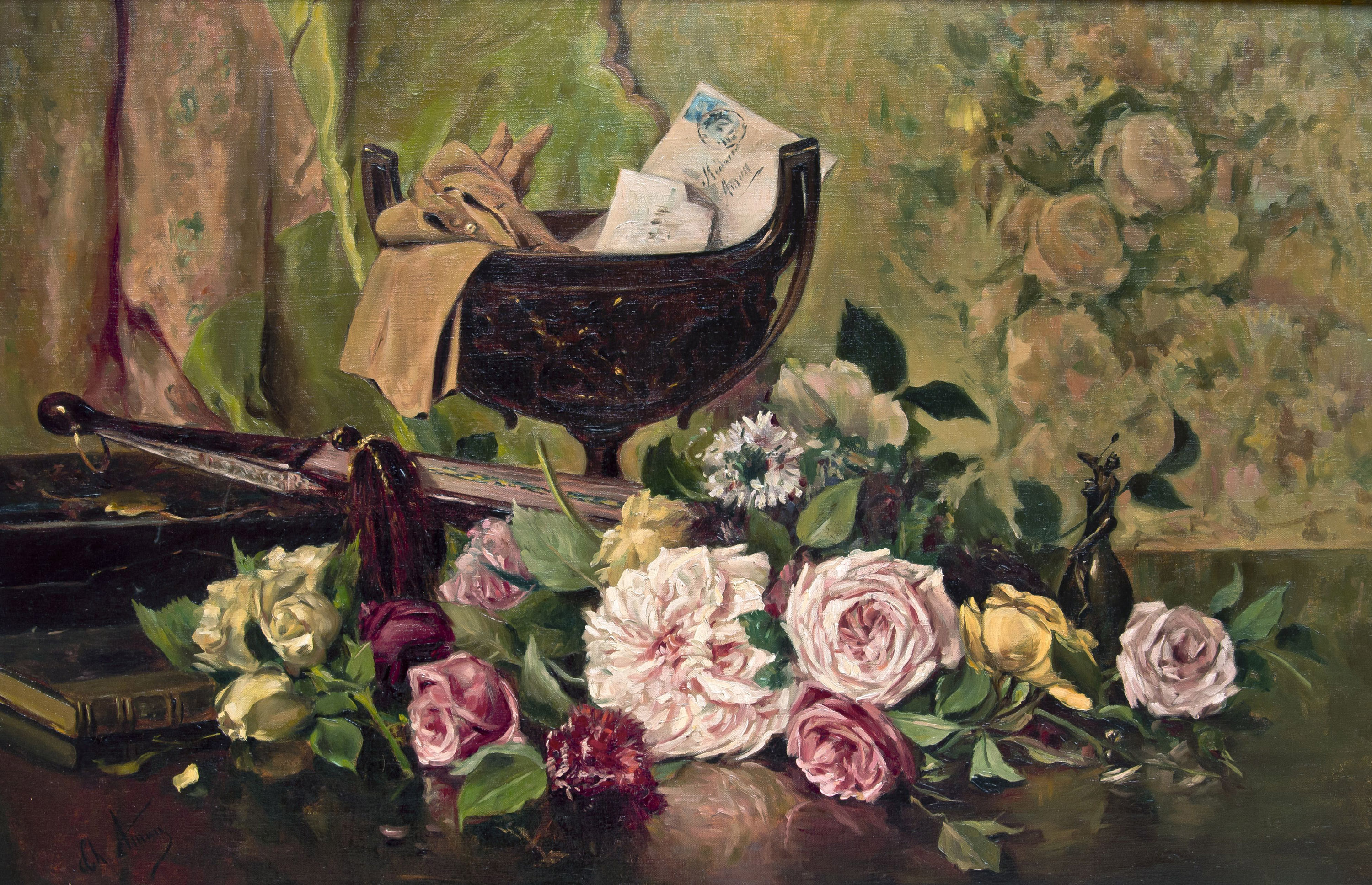
Theodor Aman, Natura moarta (1870)
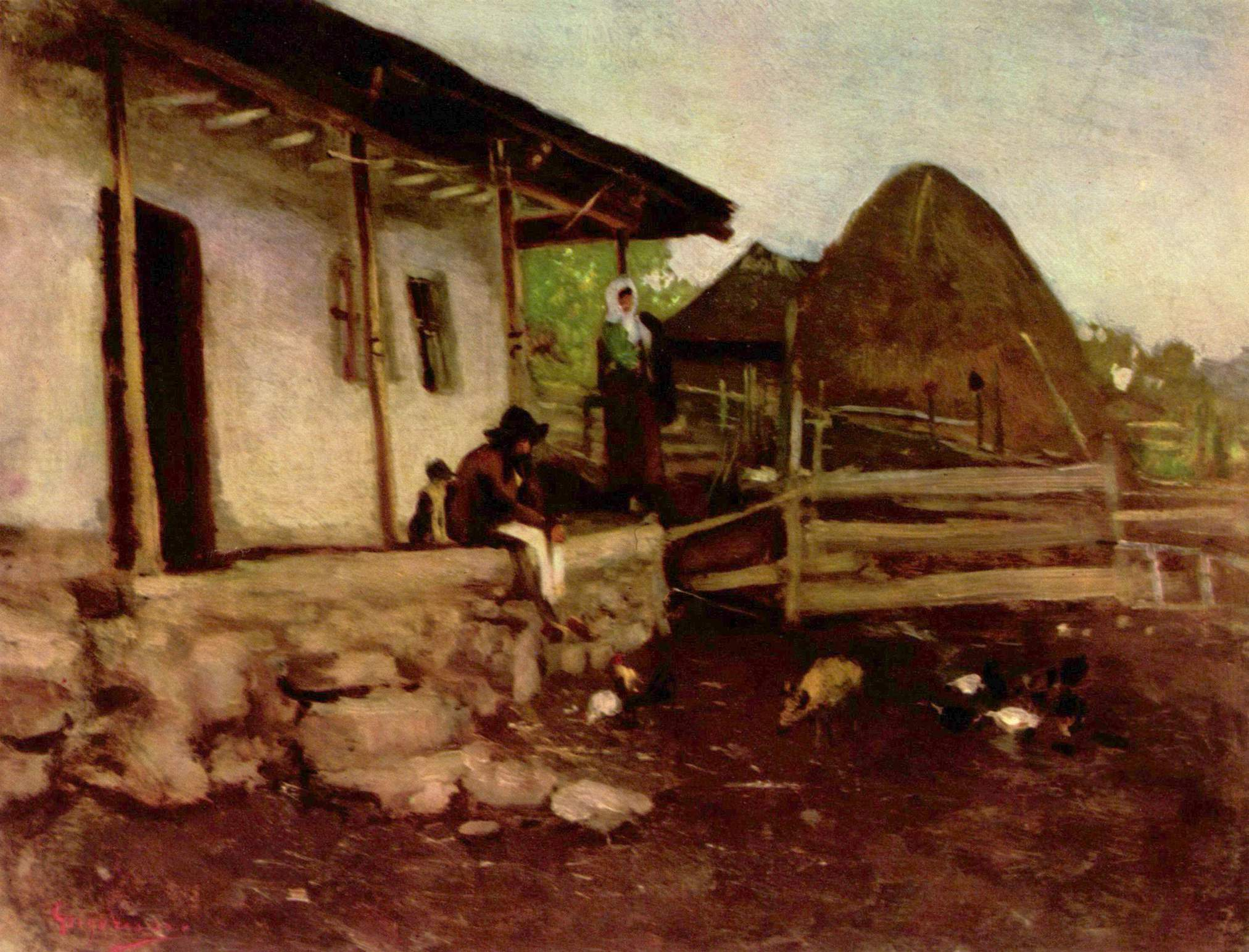
Nicolae Grigorescu, Cour d'une ferme (seconde moitié du XIXe siècle)

## Peintres non roumains
(liste non exhaustive)
- Hans von Aachen
- Jacopo Bassano
- Abraham Bloemaert
- Agnolo Bronzino
- Pieter Brueghel l'Ancien
- Pieter Brueghel le Jeune
- Lucas Cranach l'Ancien
- Orazio Gentileschi
- Luca Giordano
- El Greco
- Jan Sanders van Hemessen
- Adrienne Jouclard
- Max Leenhardt
- Bernardino Licinio
- Claude Monet
- Rembrandt
- Pierre-Auguste Renoir
- Rubens
- Egidius Sadeler
- Paul Signac
- Alfred Sisley
- David Teniers le Jeune
- Le Tintoret
- Jean Vénitien
- Maurice de Vlaminck
- Domenico Veneziano

## Peintres roumains
(liste non exhaustive)
- Ion Andreescu
- Theodor Aman
- Adrian Buba
- Constantin Brâncuși
- Ignat Bednarik (en)
- Victor Brauner
- Nicolae Grigorescu
- Marcel Janco
- Constantin Lecca (en)
- Ștefan Luchian
- Theodor Pallady
- Mișu Popp
- Gheorghe Tattarescu
- Nicolae Tonitza
- Ion Țuculescu